# Primula palinuri
Espèce
Statut de conservation UICN

 EN  : En danger
Primula palinuri est une espèce de plantes à fleurs de la famille des Primulacées endémique du Sud de l'Italie.